# Геніальна ідея
«Геніальна ідея» — радянський комедійний художній фільм 1991 року, знятий студією «Фора-фільм».

## Сюжет
Він і вона бідні, випадково зустрілися в глухому готелі. У їх голодних ідеях народжується ідея — «ловити на вудку» очманілих від провінційної нудьги мужиків готових напоїти і нагодувати чарівну дівчинку…

## У ролях
- Марія Зубарева — подруга Саші, «Підсадна качка»
- Василь Міщенко — Саша
- Тетяна Васильєва — лесбійка, клієнтка
- Йосип Хаїндрава — Гурам, клієнт, шофер-продавець фруктів
- Віктор Борцов — артист, клієнт
- Володимир Ільїн — художник, клієнт
- Лембіт Ульфсак — іноземець, клієнт
- Сергій Газаров — темпераментний клієнт
- Вадим Гемс — Петя, мафіозі
- Баадур Цуладзе — Автанділ, напарник Гурама
- Ольга Ускова — епізод
- Віктор Філіппов — швейцар
- Наталія Ченчик — чергова в готелі
- Валентина Березуцька — прибиральниця в готелі
- Світлана Швайко — буфетниця
- Сергій Рубан — Сергій, охоронець мафіозі Петі
- Федір Смирнов — чоловік
- Анатолій Обухов — сусід Саші за номером готелю, який весь час спав
- Володимир Кірсанов — Володя, постановник танців в ресторані
- Олександр Трофімов — епізод

## Знімальна група
- Режисери — Андрій Разумовський, Сергій Усков
- Сценарист — Михайло Коломенський
- Оператори — Павло Лебешев, Євген Корженко
- Композитор — Ісаак Шварц
- Художник — Сергій Іванов
- Продюсери — Андрій Разумовський, Юрій Романенко, Григорій Ряжський